# Josep Ferrer Bujons
Josep Ferrer Bujons (Rubió, 12 maggio 1959) è un poeta, scrittore e linguista spagnolo di lingua catalana.
Ha insegnato arti linguistiche presso diversi istituti. Ha poi lavorato, prima come correttore di bozze e poi come editor, per il settimanale La Veu de l'Anoia. Ha lavorato anche in Regió 7, edizione di Anoia. È membro fondatore del Journal of Igualada e ha lavorato come linguista nelle pagine dell'edizione catalana di El Periódico de Catalunya.

## Libri pubblicati

### Poesia
- Paraules de pluja al vent (1983)
- Paraules de lluna tèbia (1986)
- Tots els cants (1991)
- Bagatge de miralls (1997)

### Romanzi
- Ànima de Frontera (1999)

### Premi
- Ateneu Igualadí, 1987: Les fulles de tardor